# Apoidea

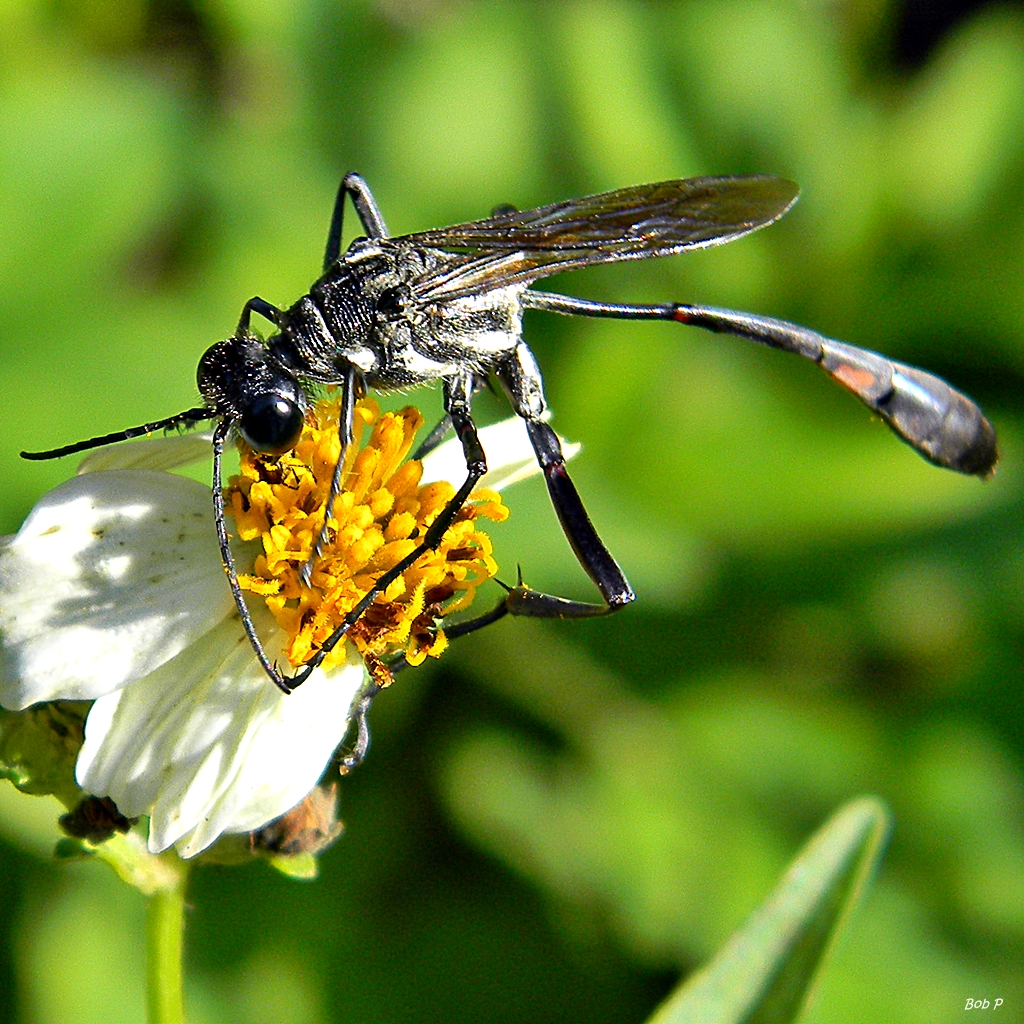
Ammophila procera

Los apoideos (Apoidea) son una superfamilia de insectos del orden himenópteros, vulgarmente conocidos como abejas y abejorros (sensu lato), ya que la más conocida de las familias que incluye son los ápidos, entre los que se halla la abeja común y los abejorros.
Esta superfamilia también comprende las anteriormente llamadas avispas esfecoideas, que están relacionadas con las abejas, especialmente la familia Crabronidae que es considerada la línea ancestral de las abejas.
Esta superfamilia abarca especies solitarias, semisociales y eusociales. Suministran alimentos a sus larvas. Hacen sus nidos en una variedad de sustratos, desde nidos en el suelo a tallos huecos, agujeros de troncos, etc. Al igual que otros himenópteros, en muchas especies, el ovipositor o apéndice del abdomen de las hembras se ha transformado en un aguijón utilizado para defensa.
La mayor diferencia entre los dos subgrupos, avispas esfecoides y abejas (sensu lato), es que las avispas usan presas para alimentar a sus larvas y las abejas recurren a polen y néctar de las flores. El cuerpo de los esfecoides está cubierto de vellosidades simples; el de las abejas por pelos plumosos o ramificados.
Las abejas de ciertos grupos coleccionan polen de una variedad de flores y se llaman polilécticas; otras, en cambio, son más especializadas y recolectan polen de un solo grupo limitado de especies, en general miembros de un solo género, son oligolécticas. Muchas abejas de las familias Andrenidae y Halictidae son oligolécticas.
Hay alrededor de 10 000 especies descritas de avispas esfecoides y cerca de 20.000 de abejas. Se calcula que hay otro tanto por identificar y describir.
Las abejas son los polinizadores más importantes de las magnoliófitas (plantas con flores). Poseen una lengua larga, o glosa, que utilizan para obtener el néctar. Muchas presentan un órgano adaptado para recolectar el polen, denominado escopa o corbícula en el tercer par de patas, otras poseen la escopa en el abdomen o carecen de este órgano por completo. Lo usan para transportar el polen a la colmena para alimentar a sus crías.

## Anatomía de la abeja

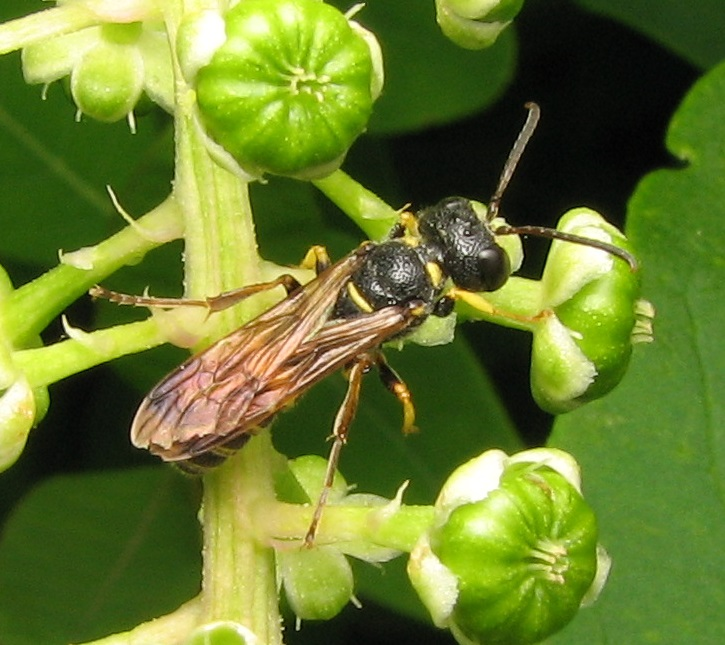
Crabronidae. Cerceris sp.

| N.º | Órganos                                                                 |
| --- | ----------------------------------------------------------------------- |
| 1   | Lengua                                                                  |
| 2   | Orificio del conducto excretor de la glándula de la mandíbula posterior |
| 3   | Mandíbula inferior                                                      |
| 4   | Mandíbula superior                                                      |
| 5   | Labio superior                                                          |
| 6   | Labio inferior                                                          |
| 7   | Glándula de la mandíbula frontal (glándula mandibular)                  |
| 8   | Glándula de la mandíbula posterior                                      |
| 9   | Abertura de la boca                                                     |
| 10  | Glándula faríngea                                                       |
| 11  | Cerebro                                                                 |
| 12  | Ocelos                                                                  |
| 13  | Glándulas salivales                                                     |
| 14  | Músculos torácicos                                                      |
| 15  | Postfragma                                                              |
| 16  | Ala anterior                                                            |
| 17  | Ala posterior                                                           |
| 18  | Corazón o aorta                                                         |
| 19  | Estigmas                                                                |
| 20  | Saco aéreo                                                              |
| 21  | Intestino medio (estómago)                                              |
| 22  | Válvulas cardíacas                                                      |
| 23  | Intestino delgado                                                       |
| 24  | Tubos de Malpighi                                                       |
| 25  | Glándulas rectales                                                      |
| 26  | Bolsa de excrementos                                                    |
| 27  | Ano                                                                     |
| 28  | Funda del aguijón                                                       |
| 29  | Bolsa del veneno                                                        |
| 30  | Glándulas del veneno                                                    |
| 31  | Arcos del canal del aguijón                                             |
| 32  | Pequeña glándula                                                        |
| 33  | Vesícula seminal                                                        |
| 34  | Glándulas ceríferas                                                     |
| 35  | Ganglios abdominales                                                    |
| 36  | Tubo de la válvula                                                      |
| 37  | Embudo de la válvula o intestino intermedio                             |
| 38  | Copa (entrada del estómago)                                             |
| 39  | Bolsa de la miel (buche)                                                |
| 40  | Aorta                                                                   |
| 41  | Tubo digestivo                                                          |
| 42  | Cordón neuronal                                                         |
| 43  | Palpos labiales                                                         |
| 44  | Metatarso                                                               |
| a   | Coxa                                                                    |
| b   | Trocánter                                                               |
| c   | Fémur                                                                   |
| d   | Tibia                                                                   |
| e   | Tarso con tarsómeros y uñas                                             |

## Filogenia
Posición filogenética de Apoidea en Aculeata.

|  | Vespidae         |
|  |                  |
|  | Rhopalosomatidae |
|  |                  |

|  | Pompilidae |
|  |            |
|  | Tiphiidae  |
|  |            |

|  | Vespoidea                                              |
|  |                                                        |
|  | \| \| Apoidea \| \| \| \| \| \| Formicidae \| \| \| \| |
|  |                                                        |
|  | Apoidea                                                |
|  |                                                        |
|  | Formicidae                                             |
|  |                                                        |

|  | Apoidea    |
|  |            |
|  | Formicidae |
|  |            |

|  | Pompilidae |
|  |            |
|  | Tiphiidae  |
|  |            |

|  | Vespoidea                                              |
|  |                                                        |
|  | \| \| Apoidea \| \| \| \| \| \| Formicidae \| \| \| \| |
|  |                                                        |
|  | Apoidea                                                |
|  |                                                        |
|  | Formicidae                                             |
|  |                                                        |

|  | Apoidea    |
|  |            |
|  | Formicidae |
|  |            |

|  | Vespidae         |
|  |                  |
|  | Rhopalosomatidae |
|  |                  |

|  | Pompilidae |
|  |            |
|  | Tiphiidae  |
|  |            |

|  | Vespoidea                                              |
|  |                                                        |
|  | \| \| Apoidea \| \| \| \| \| \| Formicidae \| \| \| \| |
|  |                                                        |
|  | Apoidea                                                |
|  |                                                        |
|  | Formicidae                                             |
|  |                                                        |

|  | Apoidea    |
|  |            |
|  | Formicidae |
|  |            |

|  | Pompilidae |
|  |            |
|  | Tiphiidae  |
|  |            |

|  | Vespoidea                                              |
|  |                                                        |
|  | \| \| Apoidea \| \| \| \| \| \| Formicidae \| \| \| \| |
|  |                                                        |
|  | Apoidea                                                |
|  |                                                        |
|  | Formicidae                                             |
|  |                                                        |

|  | Apoidea    |
|  |            |
|  | Formicidae |
|  |            |

|  | Vespidae         |
|  |                  |
|  | Rhopalosomatidae |
|  |                  |

|  | Pompilidae |
|  |            |
|  | Tiphiidae  |
|  |            |

|  | Vespoidea                                              |
|  |                                                        |
|  | \| \| Apoidea \| \| \| \| \| \| Formicidae \| \| \| \| |
|  |                                                        |
|  | Apoidea                                                |
|  |                                                        |
|  | Formicidae                                             |
|  |                                                        |

|  | Apoidea    |
|  |            |
|  | Formicidae |
|  |            |

|  | Pompilidae |
|  |            |
|  | Tiphiidae  |
|  |            |

|  | Vespoidea                                              |
|  |                                                        |
|  | \| \| Apoidea \| \| \| \| \| \| Formicidae \| \| \| \| |
|  |                                                        |
|  | Apoidea                                                |
|  |                                                        |
|  | Formicidae                                             |
|  |                                                        |

|  | Apoidea    |
|  |            |
|  | Formicidae |
|  |            |

|  | Vespidae         |
|  |                  |
|  | Rhopalosomatidae |
|  |                  |

|  | Pompilidae |
|  |            |
|  | Tiphiidae  |
|  |            |

|  | Vespoidea                                              |
|  |                                                        |
|  | \| \| Apoidea \| \| \| \| \| \| Formicidae \| \| \| \| |
|  |                                                        |
|  | Apoidea                                                |
|  |                                                        |
|  | Formicidae                                             |
|  |                                                        |

|  | Apoidea    |
|  |            |
|  | Formicidae |
|  |            |

|  | Pompilidae |
|  |            |
|  | Tiphiidae  |
|  |            |

|  | Vespoidea                                              |
|  |                                                        |
|  | \| \| Apoidea \| \| \| \| \| \| Formicidae \| \| \| \| |
|  |                                                        |
|  | Apoidea                                                |
|  |                                                        |
|  | Formicidae                                             |
|  |                                                        |

|  | Apoidea    |
|  |            |
|  | Formicidae |
|  |            |

El siguiente cladograma se basa en Debevic et al 2012, quienes usaron filogenia molecular para demostrar que las abejas (Anthophila) se originaron a partir de Crabronidae, y que este es un grupo parafilético. La pequeña subfamilia Mellininae no fue incluida en este análisis.
|  | Sphecidae (sensu stricto)            |
|  |                                      |
|  | Crabroninae (parte de "Crabronidae") |
|  |                                      |

|  | Nyssonini, Astatinae   |
|  |                        |
|  | Heterogynaidae (parte) |
|  |                        |

|  | Pemphredoninae, Philanthinae |

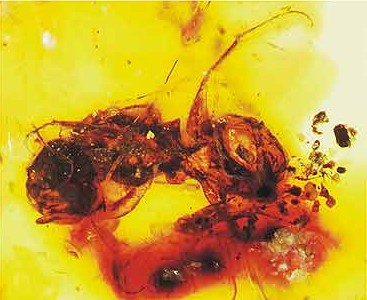
Melittosphex burmensis, la abeja fósil más antigua conocida

|  |                              |
|  | Anthophila (abejas)          |
|  |                              |

|  | Nyssonini, Astatinae   |
|  |                        |
|  | Heterogynaidae (parte) |
|  |                        |

|  | Pemphredoninae, Philanthinae |
|  |                              |
|  | Anthophila (abejas)          |
|  |                              |

|  | Nyssonini, Astatinae   |
|  |                        |
|  | Heterogynaidae (parte) |
|  |                        |

|  | Pemphredoninae, Philanthinae |
|  |                              |
|  | Anthophila (abejas)          |
|  |                              |

|  | Nyssonini, Astatinae   |
|  |                        |
|  | Heterogynaidae (parte) |
|  |                        |

|  | Pemphredoninae, Philanthinae |
|  |                              |
|  | Anthophila (abejas)          |
|  |                              |

|  | Sphecidae (sensu stricto)            |
|  |                                      |
|  | Crabroninae (parte de "Crabronidae") |
|  |                                      |

|  | Nyssonini, Astatinae   |
|  |                        |
|  | Heterogynaidae (parte) |
|  |                        |

|  | Pemphredoninae, Philanthinae |
|  |                              |
|  | Anthophila (abejas)          |
|  |                              |

|  | Nyssonini, Astatinae   |
|  |                        |
|  | Heterogynaidae (parte) |
|  |                        |

|  | Pemphredoninae, Philanthinae |
|  |                              |
|  | Anthophila (abejas)          |
|  |                              |

|  | Nyssonini, Astatinae   |
|  |                        |
|  | Heterogynaidae (parte) |
|  |                        |

|  | Pemphredoninae, Philanthinae |
|  |                              |
|  | Anthophila (abejas)          |
|  |                              |

|  | Nyssonini, Astatinae   |
|  |                        |
|  | Heterogynaidae (parte) |
|  |                        |

|  | Pemphredoninae, Philanthinae |
|  |                              |
|  | Anthophila (abejas)          |
|  |                              |

|  | Sphecidae (sensu stricto)            |
|  |                                      |
|  | Crabroninae (parte de "Crabronidae") |
|  |                                      |

|  | Nyssonini, Astatinae   |
|  |                        |
|  | Heterogynaidae (parte) |
|  |                        |

|  | Pemphredoninae, Philanthinae |
|  |                              |
|  | Anthophila (abejas)          |
|  |                              |

|  | Nyssonini, Astatinae   |
|  |                        |
|  | Heterogynaidae (parte) |
|  |                        |

|  | Pemphredoninae, Philanthinae |
|  |                              |
|  | Anthophila (abejas)          |
|  |                              |

|  | Nyssonini, Astatinae   |
|  |                        |
|  | Heterogynaidae (parte) |
|  |                        |

|  | Pemphredoninae, Philanthinae |
|  |                              |
|  | Anthophila (abejas)          |
|  |                              |

|  | Nyssonini, Astatinae   |
|  |                        |
|  | Heterogynaidae (parte) |
|  |                        |

|  | Pemphredoninae, Philanthinae |
|  |                              |
|  | Anthophila (abejas)          |
|  |                              |

|  | Sphecidae (sensu stricto)            |
|  |                                      |
|  | Crabroninae (parte de "Crabronidae") |
|  |                                      |

|  | Nyssonini, Astatinae   |
|  |                        |
|  | Heterogynaidae (parte) |
|  |                        |

|  | Pemphredoninae, Philanthinae |
|  |                              |
|  | Anthophila (abejas)          |
|  |                              |

|  | Nyssonini, Astatinae   |
|  |                        |
|  | Heterogynaidae (parte) |
|  |                        |

|  | Pemphredoninae, Philanthinae |
|  |                              |
|  | Anthophila (abejas)          |
|  |                              |

|  | Nyssonini, Astatinae   |
|  |                        |
|  | Heterogynaidae (parte) |
|  |                        |

|  | Pemphredoninae, Philanthinae |
|  |                              |
|  | Anthophila (abejas)          |
|  |                              |

|  | Nyssonini, Astatinae   |
|  |                        |
|  | Heterogynaidae (parte) |
|  |                        |

|  | Pemphredoninae, Philanthinae |
|  |                              |
|  | Anthophila (abejas)          |
|  |                              |

|  | Sphecidae (sensu stricto)            |
|  |                                      |
|  | Crabroninae (parte de "Crabronidae") |
|  |                                      |

|  | Nyssonini, Astatinae   |
|  |                        |
|  | Heterogynaidae (parte) |
|  |                        |

|  | Pemphredoninae, Philanthinae |
|  |                              |
|  | Anthophila (abejas)          |
|  |                              |

|  | Nyssonini, Astatinae   |
|  |                        |
|  | Heterogynaidae (parte) |
|  |                        |

|  | Pemphredoninae, Philanthinae |
|  |                              |
|  | Anthophila (abejas)          |
|  |                              |

|  | Nyssonini, Astatinae   |
|  |                        |
|  | Heterogynaidae (parte) |
|  |                        |

|  | Pemphredoninae, Philanthinae |
|  |                              |
|  | Anthophila (abejas)          |
|  |                              |

|  | Nyssonini, Astatinae   |
|  |                        |
|  | Heterogynaidae (parte) |
|  |                        |

|  | Pemphredoninae, Philanthinae |
|  |                              |
|  | Anthophila (abejas)          |
|  |                              |

|  | Sphecidae (sensu stricto)            |
|  |                                      |
|  | Crabroninae (parte de "Crabronidae") |
|  |                                      |

|  | Nyssonini, Astatinae   |
|  |                        |
|  | Heterogynaidae (parte) |
|  |                        |

|  | Pemphredoninae, Philanthinae |
|  |                              |
|  | Anthophila (abejas)          |
|  |                              |

|  | Nyssonini, Astatinae   |
|  |                        |
|  | Heterogynaidae (parte) |
|  |                        |

|  | Pemphredoninae, Philanthinae |
|  |                              |
|  | Anthophila (abejas)          |
|  |                              |

|  | Nyssonini, Astatinae   |
|  |                        |
|  | Heterogynaidae (parte) |
|  |                        |

|  | Pemphredoninae, Philanthinae |
|  |                              |
|  | Anthophila (abejas)          |
|  |                              |

|  | Nyssonini, Astatinae   |
|  |                        |
|  | Heterogynaidae (parte) |
|  |                        |

|  | Pemphredoninae, Philanthinae |
|  |                              |
|  | Anthophila (abejas)          |
|  |                              |

|  | Sphecidae (sensu stricto)            |
|  |                                      |
|  | Crabroninae (parte de "Crabronidae") |
|  |                                      |

|  | Nyssonini, Astatinae   |
|  |                        |
|  | Heterogynaidae (parte) |
|  |                        |

|  | Pemphredoninae, Philanthinae |
|  |                              |
|  | Anthophila (abejas)          |
|  |                              |

|  | Nyssonini, Astatinae   |
|  |                        |
|  | Heterogynaidae (parte) |
|  |                        |

|  | Pemphredoninae, Philanthinae |
|  |                              |
|  | Anthophila (abejas)          |
|  |                              |

|  | Nyssonini, Astatinae   |
|  |                        |
|  | Heterogynaidae (parte) |
|  |                        |

|  | Pemphredoninae, Philanthinae |
|  |                              |
|  | Anthophila (abejas)          |
|  |                              |

|  | Nyssonini, Astatinae   |
|  |                        |
|  | Heterogynaidae (parte) |
|  |                        |

|  | Pemphredoninae, Philanthinae |
|  |                              |
|  | Anthophila (abejas)          |
|  |                              |

|  | Sphecidae (sensu stricto)            |
|  |                                      |
|  | Crabroninae (parte de "Crabronidae") |
|  |                                      |

|  | Nyssonini, Astatinae   |
|  |                        |
|  | Heterogynaidae (parte) |
|  |                        |

|  | Pemphredoninae, Philanthinae |
|  |                              |
|  | Anthophila (abejas)          |
|  |                              |

|  | Nyssonini, Astatinae   |
|  |                        |
|  | Heterogynaidae (parte) |
|  |                        |

|  | Pemphredoninae, Philanthinae |
|  |                              |
|  | Anthophila (abejas)          |
|  |                              |

|  | Nyssonini, Astatinae   |
|  |                        |
|  | Heterogynaidae (parte) |
|  |                        |

|  | Pemphredoninae, Philanthinae |
|  |                              |
|  | Anthophila (abejas)          |
|  |                              |

|  | Nyssonini, Astatinae   |
|  |                        |
|  | Heterogynaidae (parte) |
|  |                        |

|  | Pemphredoninae, Philanthinae |
|  |                              |
|  | Anthophila (abejas)          |
|  |                              |